# Louise Charron
Louise Charron, née le 2 mars 1951 à Sturgeon Falls, Ontario, était juge de la Cour suprême du Canada de 2004 à 2011.
Elle est juge puînée depuis 2004. Elle a été nommée à ce poste par l'ancien premier ministre libéral Paul Martin. Le 13 mai 2011, elle a annoncé qu'elle prenait sa retraite à compter du 30 août 2011.

## Référence
1. ↑  « Cour suprême du Canada | L’honorable Louise Charron », sur www.scc-csc.ca (consulté le 11 juin 2025)